# 夙川アトム
夙川 アトム（しゅくがわ アトム、1979年12月22日 - ）は、日本の俳優、元お笑い芸人。
兵庫県西宮市出身。過去の所属事務所はSMA NEET Project、SMA HEET Poject、ASH&Dコーポレーション。
2021年末でASH&Dコーポレーション社長の退任および俳優部のマネージャーの退社などを受け、2022年7月末でASH&Dコーポレーションを退社後、ハイイロに所属。
報徳学園高等学校卒業。

## 略歴
- 1999年 - 2003年
  - トリオのコントユニット「昭和サーカス」として活動。当時はケーエープロダクション所属。
- 2005年
  - ソニー・ミュージックエンタテインメント系のSMA NEET Projectに所属。
- 2008年
  - ソニー・ミュージックエンタテインメント系のSMA NEET ProjectからSMA HEET Projectへ移籍。
  - 3月 SMA HEET Projectを退社。退社の際、2008年の芸能活動の停止を命じられた[2] と報じられた。
  - 10月 ASH&Dコーポレーションに所属。
- 2009年
  - 2月 R-1ぐらんぷり決勝進出。
  - 12月 第1回単独ライブ「FANTASIA」を公演。
- 2010年
  - 5月 第1回単独ライブ「FANTASIA」DVD発売[3]。
  - 7月21日 短編アニメ「ちゃいちーのろーたーくん」DVD発売[4]。
  - 7月24日 映画『俺の切腹』（シティボーイズのFilm noir）で、映画初出演にして初主演[5]。
- 2011年
  - 1月 第2回単独ライブ「HIGHLIGHT」を公演。
- 2016年
  - 5月 Taro the dark『家がわらってる』で舞台初主演[6]。
- 2017年
  - 4月 連続テレビ小説『べっぴんさん』（NHK）のスピンオフスペシャルドラマ『恋する百貨店』でドラマ初主演[7]。
- 2022年
  - 7月 ASH&Dコーポレーション退所[8]。

## 概要
- 芸名は彼の出身地である西宮市を流れる夙川に由来している。
- 「理由あって登別にて」（作曲：三浦康嗣(□□□)　作詞：ふじきみつ彦）は単独ライブ「HIGHLIGHT」でコント用に作られた曲。2011年4月、上野公園水上音楽堂で行われた「道との遭遇 ヒガシトーキョーミュージックフェスティバル」において夙川アトム×三浦康嗣で出演し生演奏で曲を披露している。
- 歌唱力があり、2009年8月18日に放送された「お笑い芸人歌がうまい王座決定戦スペシャル」では2回目の出場ながら決勝まで進出している。決勝では惜しくも対戦相手の渡辺直美に敗れ優勝は逃したものの、普段の芸風からは想像できない美しい歌声を披露し、周囲を驚かせた。その美声は、同日審査員を務めていた小川菜摘が1回戦で夙川の歌ったチューリップの「青春の影」を聴いた際、感動のあまり思わず涙を流した程である。
- 過去に映写技師として働いていた。
- 2011年に芸人活動を休止し、2012年から俳優を専業としている。2012年には2クール連続で月9ドラマに出演している。

## 芸風
主に一人コント。昭和バブル期のテレビ業界人をイメージさせるいでたちで紙芝居を進めるめくり芸スタイル。
また、蓋実況などシュールなネタが多い（『爆笑トライアウト』ではこちらで出演）。イロモネア内のゴールドラッシュではシュールコントで挑戦している。
第1回単独ライブ「FANTASIA」では、業界人ネタは行っていない。

## 出演

### テレビドラマ
- 13歳のハローワーク 第6話（2012年2月17日、テレビ朝日） - 近藤 役
- ヨメとダンナの493日〜おもろい夫婦の「がんフーフー日記」〜（2012年3月4日、NHK BSプレミアム） - 粒来博司 役
- 鍵のかかった部屋（2012年4月16日 - 6月25日、フジテレビ） - 立川 役
  - スペシャル（2014年1月3日）
- リッチマン、プアウーマン（2012年7月9日 - 9月17日、フジテレビ） - 夏井真一 役
- 大奥〜誕生［有功・家光篇］ 第2話 - 第8話（2012年10月19日 - 11月30日、TBSテレビ） - 勝田頼秀 役
- 遅咲きのヒマワリ〜ボクの人生、リニューアル〜 第7話（2012年12月4日、フジテレビ） - 梅本裕之 役
- 空飛ぶ広報室 第2話（2013年4月21日、TBSテレビ）
- 救命病棟24時 第5シリーズ（2013年7月9日 - 9月10日、フジテレビ） - 駒沢幹雄 役
- 都市伝説の女 Part2 第3話（2013年10月25日、テレビ朝日） - 芦部一平 役
- ドラマスペシャル 遺留捜査（2013年11月10日、テレビ朝日） - 高野照之 役
- 恋するイヴ（2013年12月24日、日本テレビ） - 岡田 役
- なぞの転校生 第8話（2014年2月28日、テレビ東京） - 戸田 役
- BORDER 警視庁捜査一課殺人犯捜査第4係 第1話（2014年4月10日、テレビ朝日） - 澤田哲郎 役
- ビター・ブラッド〜最悪で最強の親子刑事〜 第3話（2014年4月29日、フジテレビ）
- 奇跡の教室（2014年6月28日、日本テレビ） - 菅野正教 役
- 東京スカーレット〜警視庁NS係 第6話（2014年8月19日、TBSテレビ） - 広本修吾 役
- 相棒シリーズ（テレビ朝日）
  - season13 第3話「許されざる者」（2014年10月29日） - 長谷川重徳 役
  - season18 第18話「薔薇と髭との間に」（2020年3月4日） - 鶴橋宗一郎 役
- 昨夜のカレー、明日のパン 第6話 - 最終話（2014年11月9日 - 16日、NHK BSプレミアム） - 篠山興信 役
- 破門（疫病神シリーズ）（2015年1月9日 - 3月6日、BSスカパー!） - 倉石政彦 役
- 翳りゆく夏（2015年1月18日 - 2月15日、WOWOW） - 九十九昭夫 役
- スペシャリスト3（2015年2月28日、テレビ朝日） - 常田信雄 役
- 警部補・杉山真太郎〜吉祥寺署事件ファイル 第8話（2015年3月2日、TBSテレビ） - 阿南 役
- ようこそ、わが家へ（2015年4月13日 - 6月15日、フジテレビ） - 木下巡査 役
- 経世済民の男 第2部『小林一三〜夢とそろばん〜』（2015年9月12日、NHK大阪放送局） - 丸山 役
- ナポレオンの村 最終話（2015年9月20日、TBSテレビ）
- しんがり 山一證券 最後の聖戦 第2話（2015年9月27日、WOWOW）
- コウノドリ 第6話・最終話（2015年11月20日・12月18日、TBSテレビ）
- フラジャイル 第1話（2016年1月13日、フジテレビ） - 佐藤真一 役
- 悪党たちは千里を走る（2016年1月20日 - 3月23日、TBSテレビ） - 天王寺雄吾 役
- 水曜ミステリー9 マザー・強行犯係の女〜傍聞き〜（2016年4月20日、テレビ東京） - 富士田登 役
- 99.9-刑事専門弁護士- 第8話（2016年6月5日、TBSテレビ） - 検察事務官 役
- ディアスポリス 異邦警察 第9話（2016年6月7日、TBSテレビ） - 八馬 役
- 受験のシンデレラ 第2話・第4話・最終話（2016年7月17日・7月31日・8月28日、NHK BSプレミアム） - 幸坂先生 役
- はじめまして、愛しています。（2016年7月14日 - 9月15日、テレビ朝日） - 不破太一 役
- 家政夫のミタゾノ 第1シリーズ 第4話（2016年11月11日、テレビ朝日） - 勅使河原真吾 役
- キャリア〜掟破りの警察署長〜 第7話（2016年11月20日、フジテレビ） - 江藤義久 役
- 連続テレビ小説（NHK）
  - べっぴんさん 第9週 - 最終週（2016年11月28日 - 2017年4月1日） - 小山小太郎 役
    - スペシャルドラマ「恋する百貨店」（2017年4月29日、NHK BSプレミアム、8月8日、NHK総合） - 主演・小山小太郎 役[7]

  - スカーレット（2019年） - 池ノ内富三郎（1番さん） 役
  - ブギウギ（2023年11月14日 - ） - 佐原 役
- レンタルの恋 第6話（2017年2月23日、TBSテレビ）
- 過保護のカホコ（2017年7月12日 - 9月13日、日本テレビ） - 富田厚司 役
  - 過保護のカホコ2018〜ラブ＆ドリーム〜（2018年9月19日、日本テレビ） - 富田厚司 役
- アカギ「竜崎・矢木編 ／市川編」 第2話 - 最終話（2017年10月20日、BSスカパー!）
- 連続ドラマJ 浅田次郎 プリズンホテル 第7話（2017年11月18日、BSジャパン） - 平岡正史 役
- 科捜研の女（テレビ朝日）
  - SEASON17 第8話（2017年12月14日） - 平田治（柏木順平） 役
  - SEASON20 第5話（2020年11月19日） - 三倉秀一 役
- 女子的生活 第2話 - 第3話（2018年1月12日 - 19日、NHK総合） - 銚子ディレクター 役
- 正義のセ（2018年4月11日 - 6月13日、日本テレビ） - 榎戸修 役
- チア☆ダン 第6話 - 第9話（2018年8月17日 - 9月7日、TBSテレビ） - 坂木文彦 役
- 真犯人 第2話 - 第4話（2018年9月23日 - 10月21日） - 米山克己 役
- 昭和元禄落語心中 第1話・第7話・第9話（2018年10月12日・11月23日・12月7日、NHK総合） - アマケン 役
- リーガルV〜元弁護士・小鳥遊翔子〜 第8話 - 最終話（2018年12月6日 - 13日、テレビ朝日） - 市瀬徹 役
- インハンド（2019年、TBSテレビ） - 園川直継 役
- さすらい温泉♨遠藤憲一 第七湯（2019年2月27日、テレビ東京） - 板前 役
- Heaven? 〜ご苦楽レストラン〜 第1話（2019年7月9日、TBSテレビ） - 丸尾 役
- 潤一 第1話（2019年7月13日、関西テレビ） - 光一 役[9]
- 4分間のマリーゴールド（2019年、TBSテレビ） - 岡部医師 役
- 同期のサクラ 第9話（2019年12月11日、日本テレビ） - 宿河原店長 役
- トップナイフ-天才脳外科医の条件- 第7話（2020年2月22日、日本テレビ） - 西川 役
- 常識の仮面はがします 〜秘密潜入員エース〜（2020年3月25日、NHK）[10][11]
- 行列の女神〜らーめん才遊記〜 第3話・第6話・第8話（2020年5月4日・5月25日・6月8日、テレビ東京） - 福花康男（味惑コーポレーション社長） 役
- アンサング・シンデレラ 病院薬剤師の処方箋 最終話（2020年9月24日、フジテレビ） - カフェ「いきいき」マスター 役
- ディア・ペイシェント 第7回（2020年8月28日、NHK） - 浅沼雅彦 役
- 35歳の少女 第7話（2020年11月21日、日本テレビ） - 店長 役
- コールドケース3 〜真実の扉〜 第1話（2020年12月5日、WOWOW） - 幼女の父 役
- イチケイのカラス 第4話（2021年4月26日、フジテレビ） - 辰巳浩之 役
- 准教授・高槻彰良の推察（東海テレビ、WOWOW）
  - Season1 第2話・第4話・第6話（2021年8月14日・2021年8月28日・2021年9月12日） - 黒木 役
  - Season2 第4話（2021年10月31日） - 黒木 役
- となりのチカラ（2022年1月20日 - 3月31日、テレビ朝日） - 「Mukaino Cafe」マスター 役
- 君と世界が終わる日に 特別編（2022年2月25日、日本テレビ） - 寺井 役[12][13]
- 元彼の遺言状 第4話（2022年5月2日、フジテレビ） - 吉村 役
- 刑事7人 Season8 第1話（2022年7月13日、テレビ朝日） - 清宮隆太 役
- 杉咲花の撮休 第5話（2023年3月10日、WOWOW）[14]
- 新・ミナミの帝王 第22作（2023年3月25日、関西テレビ） - 藤森幸生 役
- 落日（2023年9月10日 - 10月1日、WOWOW） - 長谷部裕貴 役[15]
- 春になったら 第4話・第5話・第7話（2024年2月5日・2024年2月12日・2024年2月26日、関西テレビ） - 小田原 役
- 特捜9 season7 第1話（2024年4月3日、テレビ朝日） - 井上龍生 役[16]
- 花咲舞が黙ってない 第3シリーズ 第7話（2024年5月25日、日本テレビ） - 富樫研也 役[17]
- ザ・トラベルナース Season2 第3話（2024年10月31日、テレビ朝日） - 徳田勲 役
- モンスター 第7話（2024年11月25日、関西テレビ・フジテレビ） - 吉原秀介 役[18]
- 彼女がそれも愛と呼ぶなら（2025年4月3日 - 6月6日、読売テレビ・日本テレビ） - 篠木真人 役[19]
- 天久鷹央の推理カルテ 第7話（2025年6月3日 - 、テレビ朝日） - 斉藤誠二 役[20]
- 能面検事 第6話・第7話（2025年8月15日・22日〈予定〉、テレビ東京） - 謎の人物 役[21]

### WEBドラマ
- 純子の手帳（2012年4月13日 - 6月18日、YouTube） - 立川 役
- ハイスクールドライブ〜目が覚めたら高校生だった〜（2012年11月10日 - 2013年1月5日、全10話、BeeTV） - 田中先生 役
- ミス・シャーロック/Miss Sherlock Episode 5（2018年5月25日、Hulu）- コンビニ店長 役
- ふるさとひょうご五国物語～梛　Nobuo’s Story （2019年06月19日、ひょうごチャンネル）[22]
- 呪怨:呪いの家 第6話（2020年7月3日、Netflix） - 諸角勇作 役
- SMAドラマ- GIFT -（2020年11月24日） - 遠藤啓介 役[23]
- イヤードラマ「ホップな妖精は恋の魔術師!?」（2023年2月1日、NUMA） - ホップさん 役[24][25]
- 外道の歌（2024年12月6日 - 、DMM TV） - 開成浩 役[26]

### 映画
- シティボーイズのFilm noir 「俺の切腹」（2010年7月24日、沖田修一監督） - 主演・柿生惣三郎 役[5]
- はなくじらちち（2016年3月5日、東宝） - 鯨 役[27]
- 弥生、三月 -君を愛した30年-（2020年3月20日、東宝）
- 線は、僕を描く(2022年10月21日、東宝） - 滝柳康博 役
- ペナルティループ（2024年3月22日、キノフィルムズ）[28]
- 近畿地方のある場所について（2025年8月8日、ワーナー・ブラザース映画） - 佐山武史 役[29]

### WEB映画
- 恋する灯台プロジェクト『逆流竹取物語』（2016年11月1日、大河原恵監督）[30]
- 余命一年の僕が、余命半年の君と出会った話。（2024年6月27日、Netflix）[31]

### 舞台
- ふじきのしおり公演第1回 『熱が出てきた』（2008年）
- 男子はだまってなさいよ!⑧『アダルト』（2011年）
- 昨日の祝賀会『ロッカーの濡れている床、イスがない』（2012年）
- 『スペーストラベラーズ side;Winter』（2012年12月19日 - 30日、下北沢本多劇場）
- Taro the dark 『家がわらってる』（2016年5月3日 - 8日、中野・劇場MOMO）[6]

### CM
- 金鳥 ゴキブリがいなくなるスプレー（2009年）
- みずほ銀行 ロト6（2011年）
- リクルートライフスタイル ホットペッパー グルメ（2013年 - ）
- 野村證券（2014年 - ）
- 大塚製薬 UL・OS（ウル・オス）（2016年6月 - ）
- 東京建物（2017年8月 - ）
- 日本コカ・コーラ ジョージア ジャパン クラフトマン （2021年6月 - ） - 広瀬アリスと共演

### テレビ番組

#### バラエティ番組
- あらびき団（2008年1月23日、TBSテレビ） ※テレビ初出演番組
- めちゃ×2イケてるッ!（2008年3月1日、フジテレビ） 笑わず嫌い王決定戦[32]、やべっち寿司に出演
- 新春ホワイトカーペット（2009年1月1日、フジテレビ） キャッチコピーは「俺のことシクヨロ」
- 爆笑レッドカーペット（2009年1月14日、フジテレビ） キャッチコピーは「この業界人 シクヨロ」
- うたばん（2009年2月5日、TBSテレビ）
- R-1ぐらんぷり2009（関西テレビ・フジテレビ）

2月15日（サバイバルステージ）：10人中2位で決勝進出
2月17日（決勝）：10人中10位
- エンタの神様（2009年2月28日、日本テレビ） キャッチコピーは「OVER（バーオー）な業界用語」
- 太田光の私が総理大臣になったら…秘書田中。（2009年3月6日、日本テレビ）
- ザ・イロモネア（2009年3月7日、TBSテレビ） 「ゴールドラッシュ」に出演、3回勝ち抜き本戦出場権獲得
- 爆笑トライアウト（NHK総合）
- 爆笑オンエアバトル（NHK総合）戦績0勝2敗 最高301KB
- オンバト+（NHK総合）戦績1勝3敗 最高373KB（これはオフエアのKBであり、オンエアは345KB）

ピン芸人として番組初のオンエアを飾った。
- 笑っていいとも!（2009年5月18日、フジテレビ）「だんだん減らしまショー」コーナーのゲストパネリスト
- お笑い芸人歌がうまい王座決定戦スペシャル（2009年5月19日・8月18日・2010年2月9日、フジテレビ）
- オールスター芸能人歌がうまい王座決定戦スペシャル（2009年10月30日、フジテレビ）
- 99プラス（2009年12月15日、日本テレビ）
- お笑いDynamite!（2009年12月29日、TBSテレビ）
- アメトーーク!（2010年4月1日、テレビ朝日）

#### 情報番組
- あさイチ（2016年3月29日、NHK総合）

### 単独ライブ
- 第1回「FANTASIA」（2009年12月7日 - 8日、SPACE107）
- 第2回「HIGHLIGHT」（2011年1月15日 - 16日、武蔵野芸能劇場）

### ラジオ
- 爆笑問題カーボーイ（TBS RADIO、2009年4月21日） ゲスト出演
- オードリーのシャンプーおじさん（文化放送、2009年11月3日・10日） ゲスト出演
- 大竹まこと ゴールデンラジオ!（文化放送）
- 妄想ラジオショウ「もしも...」（2024年8月31日・2024年12月30日・2025年3月29日、NHKラジオ第1）[33]

### 動画番組
- ぴあ「ちゃいちーのろーたーくん」（2009年8月13日 - 2010年1月29日）

芸人「夙川アトム」脚本の短編アニメ。毎週木曜日に更新・ビデオポッドキャスト配信。
- ぴあ「ちゃいちーのろーたーくん」（2010年4月 - ）

2010年7月21日DVD発売記念、月イチ更新で復活。

### その他
- ばくしょん！（2022年3月22日 - 2022年3月23日、NHK Eテレ）[34]

## その他の活動

### ユニット
- TARO THE DARK（ふじきみつ彦とのカバーコントユニット）
- ブルドーザーズ（アルコ&ピース、ラブ守永の3組によるコントユニット）